# Isotomus speciosus
Isotomus speciosus là một loài bọ cánh cứng trong họ Cerambycidae.